# Diversidad sexual en las Islas Marshall
Las personas lesbianas, gays, bisexuales y transgénero (LGBT) en las Islas Marshall pueden enfrentar desafíos legales que no experimentan los residentes no LGBT. La actividad sexual entre personas del mismo sexo ha sido legal en las Islas Marshall desde 2005, y la discriminación por orientación sexual e identidad de género ha sido prohibida en todas las áreas desde 2019. A pesar de esto, los hogares encabezados por parejas del mismo sexo no son elegibles para las mismas protecciones legales disponibles para las parejas casadas del sexo opuesto, ya que el matrimonio entre personas del mismo sexo y las uniones civiles no están reconocidos.
La Human Truth Foundation ha incluido a las Islas Marshall en el puesto 88 por derechos LGBT. Esto fue similar a otras naciones del Pacífico, como Palaos (86), Nauru (87) y Micronesia (90).
En 2011, las Islas Marshall firmaron la "declaración conjunta para poner fin a los actos de violencia y las violaciones de los derechos humanos relacionadas con la orientación sexual y la identidad de género" en las Naciones Unidas, condenando la violencia y la discriminación contra las personas LGBT.

## Ley sobre actividad sexual entre personas del mismo sexo
La actividad sexual entre personas del mismo sexo es legal desde 2005. La edad de consentimiento es igual a los 16 años, independientemente del sexo y la orientación sexual.

## Reconocimiento de las relaciones entre personas del mismo sexo
Las Islas Marshall no reconocen los matrimonios entre personas del mismo sexo ni las uniones civiles. Las parejas del mismo sexo carecen de reconocimiento legal.
La Ley de Registro de Nacimientos, Defunciones y Matrimonios de 1988 no prohíbe expresamente los matrimonios entre personas del mismo sexo, sin embargo, la sección 428(1) asume que las partes son del sexo opuesto, "el varón en el momento de contraer el matrimonio no debe tener menos de dieciocho (18) años de edad y la mujer no menor de dieciséis (16) años de edad". Los matrimonios pueden ser realizados por un registrador, un ministro ordenado de la iglesia o un juez del Tribunal Superior o del Tribunal de Distrito, y deben ser registrados por el registrador del atolón.
Si bien la Constitución o la ley estatutaria prohíbe la discriminación por diversos motivos, incluida la orientación sexual (rō rej kalok an itok limoier kōn kōra ak emmaan), el estado civil (rimare ke jaab) y el estado familiar (ej baamle ke jaab), se desconoce si esto por lo tanto podría garantizar a las parejas del mismo sexo el derecho a contraer matrimonio. El Tribunal Supremo aún no se ha pronunciado al respecto.

## Protecciones contra la discriminación
Hasta 2019, no existían protecciones legales contra la discriminación por orientación sexual o identidad de género en el empleo o la provisión de bienes y servicios. A pesar de la falta de protecciones contra la discriminación, no ha habido informes conocidos de discriminación social dirigida contra las personas LGBT.
El Código de Conducta Judicial de 2008 establece que "un juez no deberá, en el desempeño de sus funciones judiciales, con palabras o conducta, manifestar prejuicios o prejuicios, ni participar en acoso, incluidos, entre otros, prejuicios, prejuicios o acoso por motivos de género, raza, idioma, religión, opinión política o de otro tipo, origen nacional o social, lugar de nacimiento, situación familiar o ascendencia, etnia, discapacidad, edad, orientación sexual, estado civil, situación socioeconómica o afiliación política, y no permitirá que el tribunal personal, funcionarios judiciales u otras personas sujetas a la dirección y control del juez para hacerlo". Además, "un juez exigirá a los abogados en los procedimientos ante el tribunal que se abstengan de manifestar parcialidad o prejuicio, o de participar en acoso, con base en atributos que incluyen, entre otros, género, raza, idioma, religión, opinión política o de otra índole, nacional o social origen, lugar de nacimiento, estado civil o ascendencia, etnia, discapacidad, edad, orientación sexual, estado civil, condición socioeconómica o afiliación política, contra las partes, testigos, abogados u otros”.
En 2016, las Islas Marshall recibieron recomendaciones de Alemania e Israel para prohibir la discriminación por orientación sexual e identidad de género.
La Ley de Igualdad de Género de 2019 prohíbe la discriminación, ya sea directa o indirecta, en todas las áreas, "en particular en las esferas política, legal, económica, laboral, social y doméstica" por motivos de género, edad, etnia, discapacidad, estado civil, estado de salud o VIH, condición de migrante, religión, orientación sexual o identidad de género. La Ley exige que el Gobierno de las Islas Marshall adopte medidas para eliminar los "estereotipos, los prejuicios y las prácticas nocivas" sobre la base de la orientación sexual y la identidad de género, y establece un programa para los funcionarios judiciales y encargados de hacer cumplir la ley sensibles y otros funcionarios públicos.

## Condiciones de vida
Las Islas Marshall tienen una escena gay muy limitada. A partir de 2019, no se conocen organizaciones LGBT en el país. Los debates y discusiones en torno a los derechos LGBT tienden a estar "fuera del radar".
Con respecto al VIH/sida, la tasa de infección es muy baja. El Ministerio de Salud ha incluido el VIH/sida entre sus programas locales de educación sanitaria y las clínicas de salud pública ofrecen pruebas gratuitas.
Las Islas Marshall albergan una comunidad cultural de "tercer género", conocida en marshalés como kakōļ. El término se refiere a los hombres que "asumen roles de mujeres". A diferencia de muchos de sus homólogos de tercer género en Oceanía, como los fa'afafine de Samoa o los fakaleiti de Tonga, los kakōļ normalmente no se travisten ni se identifican como mujeres. En cambio, la mayoría de los kakōļ prefieren revelar su identidad vistiendo una prenda de vestir de mujer. Se cree que incorporan las fortalezas de ambos sexos y, por lo tanto, desempeñan un papel importante en el equilibrio de los mundos de hombres y mujeres. Las personas kakōļ tienden a tener relaciones románticas con hombres heterosexuales típicamente masculinos. El término jera se refiere a las relaciones cercanas entre personas del mismo sexo, aunque no necesariamente románticas o sexuales. Estas relaciones, también conocidas como "vinculación masculina", parecen ser valoradas por los marshaleses.

## Estadísticas
Una encuesta de jóvenes de 2006 indicó que el 4,3% de los jóvenes varones de las Islas Marshall había tenido relaciones sexuales con una pareja masculina en algún momento de su vida.
Según estimaciones de ONUSIDA de 2017, había alrededor de 150 hombres que tienen sexo con hombres (HSH) en el país y alrededor de 100 personas transgénero.